# MAX
MAX (англ. MYC associated factor X) – білок, який кодується однойменним геном, розташованим у людей на короткому плечі 14-ї хромосоми. Довжина поліпептидного ланцюга білка становить 160 амінокислот, а молекулярна маса — 18 275.
| 10         |  | 20         |  | 30         |  | 40         |  | 50         |
| ---------- |  | ---------- |  | ---------- |  | ---------- |  | ---------- |
| MSDNDDIEVE |  | SDEEQPRFQS |  | AADKRAHHNA |  | LERKRRDHIK |  | DSFHSLRDSV |
| PSLQGEKASR |  | AQILDKATEY |  | IQYMRRKNHT |  | HQQDIDDLKR |  | QNALLEQQVR |
| ALEKARSSAQ |  | LQTNYPSSDN |  | SLYTNAKGST |  | ISAFDGGSDS |  | SSESEPEEPQ |
| SRKKLRMEAS |  |            |  |            |  |            |  |            |

A: Аланін

D: Аспарагінова кислота

E: Глутамінова кислота

F: Фенілаланін

G: Гліцин

H: Гістидин

I: Ізолейцин

K: Лізин

L: Лейцин

M: Метіонін

N: Аспарагін

P: Пролін

Q: Глутамін

R: Аргінін

S: Серин

T: Треонін

V: Валін

Кодований геном білок за функціями належить до репресорів, активаторів, фосфопротеїнів. 
Задіяний у таких біологічних процесах, як транскрипція, регуляція транскрипції, ацетилювання, альтернативний сплайсинг. 
Білок має сайт для зв'язування з ДНК. 
Локалізований у ядрі, клітинних відростках.